# Heinrich Christoph von Willich
Heinrich Christoph Willich, ab 1786 von Willich (* 26. Mai 1759 in Sagard; † 28. Februar 1827 ebenda) war evangelischer Pfarrer in Sagard auf Rügen.

## Leben
Er entstammte der Theologenfamilie Willich aus der Mark Brandenburg und war der Sohn des 1786 in den Reichsadelsstand erhobenen evangelischen Pfarrers Philipp Georg Willich (1720–1787) in Sagard und dessen dritter Ehefrau Marianne Regina Schwarz. Willich übernahm im Jahr 1782 die Pfarrstelle an der Sankt-Michael-Kirche in Sagard von seinem Vater. Im Jahr 1794 gründete er zusammen mit seinem Halbbruder Moritz von Willich die „Brunnen-, Bade- und Vergnügungsanstalt“ als ersten Kurbetrieb auf der Insel Rügen. Er ließ für die Heilquelle mit eisen-, kalk- und kohlesäurehaltigem Wasser einen Brunnen bauen, einen Badepavillon errichten, der am 4. Juli 1795 eröffnet wurde, und in seiner Pastoratskoppel eine kleine Grünanlagen (Brunnenaue) mit Laubengängen anlegen. 1804 gab er den Bau der steinernen Brücke in Sagard in Auftrag, um den Reiseverkehr nach Stubbenkammer zu erleichtern. Der Kurbetrieb fand allerdings schon 1806 unter französischer Besatzung während der Koalitionskriege ein frühes Ende.
Willichs Grabplatte ist heute auf dem Kirchplatz seiner Sankt-Michael-Kirche, südlich am Altarraum, zu finden.
Willich war mit dem Theologen Friedrich Schleiermacher verschwägert und befreundet, der 1809 die 19-jährige Henriette, geb. von Mühlenfels, Witwe seines Neffen Ehrenfried von Willich (1777–1807), geheiratet hatte.